# 国帆路駅
国帆路駅（こくはんろえき）は、中華人民共和国上海市楊浦区淞滬路と国帆路の交差点に位置する上海地下鉄10号線の駅である。

## 歴史
- 2020年12月26日：開業[1]。

## 駅構造
島式ホーム1面2線を有する地下駅。

### のりば
| 番線 | 路線     | 行先                   |
| ---- | -------- | ---------------------- |
| 1    | ■ 10号線 | 虹橋火車站・航中路方面 |
| 2    | ■ 10号線 | 基隆路方面             |

## 駅周辺
- 江湾国際マンション
- 復旦大学江湾キャンパス（中国語版）
- 新江湾城SMPスケートボードパーク（中国語版）

## 隣の駅
上海轨道交通
■ 10号線
新江湾城駅 - 国帆路駅 - 双江路駅